# Jakub Wawrzyniak
Jakub Wawrzyniak (pronunție în poloneză [ˈjakub vavˈʐɨɲak], n. 7 iulie 1983 în Kutno) este un fotbalist polonez care în prezent joacă pe postul de fundaș pentru clubiul Lechia Gdańsk din Ekstraklasa. Joacă pe posturile de fundaș stânga sau central. La începutul carierei sale, el a jucat de câteva ori ca atacant cât și ca mijlocaș.

## Cariera la club
Wawrzyniak a jucat pentru Legia Varșovia, din toamna lui 2007 și până la sfârșitul anului 2008. 
Pe 4 iunie 2009, Comisia de Disciplină din Superliga greacă l-a suspendat pentru trei luni pentru dopaj. Suspendarea lui a fost extinsă mai târziu la un an. Panathinaikos a anunțat că nu vrea să activeze clauza de cumpărare a jucătorului, Wawrzyniak întorcându-se la Legia Varșovia, actualul său club. Substanța în cauză nu este interzisă de Agenția Mondială Anti-Doping. Wawrzyniak a făcut apel la Tribunalul de Arbitraj pentru Sport de la Lausanne. În decembrie 2009, curtea a scurtat suspendarea inițială la trei luni. Jucătorul intenționează să ceară despăgubiri de la asociația elenă.
Pe 26 februarie 2014 a ajuns la clubul rus Amkar Perm.
Pe 5 ianuarie 2015 s-a transferat la Lechia Gdańsk.

## Carieră la națională
Wawrzyniak a a debutat la echipa națională de fotbal a Poloniei în meciul cu Emiratele Arabe Unite pe data de 6 decembrie 2006, la Abu Zabi. El are în prezent 43 de selecții pentru numele lui, și un gol, marcat la 11 septembrie 2012 în meciul de acasă cu Moldova din Calificările la Campionatul Mondial din 2014, încheiat cu scorul de 2-0.

## Titluri
- 2x Ekstraklasa (2013, 2014) cu Legia Varșovia
- 4x Cupa Poloniei (2008, 2011, 2012, 2013), cu Legia Varșovia
- 1x Supercupa Poloniei (2008), cu Legia Varșovia